# Confraternita (Chiesa cattolica)
Per confraternita della Chiesa cattolica s'intende, ai sensi dei canoni 298 e seguenti del vigente Codice di diritto canonico, un'associazione pubblica di fedeli della Chiesa cattolica che ha come scopo peculiare e caratterizzante il servizio liturgico (anzitutto in sostituzione dei ministranti, quindi spesso anche mantenendo l’uso, normato fin da San Carlo Borromeo, di presiedere e guidare la liturgia delle ore, accanto a nuove forme di servizio come il ministero straordinario per la distribuzione delle comunioni e la guida della lectio divina) nonché l'incremento del culto pubblico e l'esercizio di opere di carità, di penitenza e di catechesi.

## Storia

### Le origini
Le Confraternite, esistenti fin dall'epoca romana nella forma delle Discipline, subirono un'evoluzione ed ebbero grande diffusione in epoca carolingia. Fin dall’VIII secolo in Francia, e poi via via in gran parte dell’Europa, le discipline si caratterizzano per essere associazioni “miste”, coinvolgenti in forma paritaria sia consacrati sia laici: ben prima che venissero a istituirsi i primi ordini religiosi, molte Discipline già praticavano opere di carità e misericordia, impegnandosi nell’incremento del culto pubblico e della pietà popolare e, in certi casi, praticando vita comune; per tutti i membri delle Discipline era fondamentale avere una formazione spirituale e culturale comune, andando così a colmare le lacune religiose che i singoli membri avevano prima dell’ammissione alla Discipline.
Molte Discipline nel corso dei secoli hanno eretto ospedali, ricoveri, ostelli, cimiteri e oratori (chiese ad uso esclusivo della Disciplina che vi aveva sede) aumentando e specializzando sempre più le proprie opere caritative, accanto a un iniziale sviluppo del ruolo liturgico che avverrà appieno durante la Controriforma. La parità tra laici e consacrati all’interno delle Discipline le rendeva a tutti gli effetti libere dall’influenza clericale diretta, condizione che perdurerà almeno fino all’epoca napoleonica, anche quando cominceranno ad essere formalmente riconosciute dalla Chiesa e ricondotte direttamente all’autorità dell’Ordinario diocesano o del Sommo Pontefice (infatti le Discipline allora e le Confraternite oggi non rispondono a parroci e sacerdoti locali, con i quali  collaborano intensamente, ma si riferiscono direttamente al proprio Vescovo). 
Compiti peculiari delle Discipline erano assistere gli infermi, ospitare i viandanti, suffragare i defunti, organizzare i funerali cattolici dei morti, soprattutto se con pochi mezzi economici, provvedere alla carità verso i poveri e gli stranieri, raccogliere somme da destinare alle elemosine per gli orfani e le vedove, provvedere alla dote delle ragazze prive di una minima possibilità economica e così via; inoltre facevano grande assistenza religiosa ai condannati a morte ed ai carcerati. Una pratica diffusa nelle Discipline più ricche fu spesso quella di raccogliere fondi cospicui per poter riscattare persino i prigionieri di guerra, o coloro che venivano catturati durante le incursioni saracene e portati in Africa come schiavi.
Sotto il profilo spirituale, particolare attenzione era riservata alle processioni dei santi e della Madonna, ma soprattutto legate alla vita di Cristo, nelle quali vivevano spesso la Passione di Cristo in tutti gli aspetti, anche i più cruenti: proprio da quest’opera di pietà popolare si formarono, con l'approvazione e il grande sostegno dei Vescovi, le Discipline dei cosiddetti flagellanti o battuti; durante le processioni, oltre a flagellarsi in segno di devozione personale e di preghiera pubblica, i membri delle Discipline invocavano la bellezza dell’infinita misericordia di Dio per le sue Creature.
Dal medioevo si sviluppò anche l’uso di organizzare Sacre Rappresentazioni, ovvero opere teatrali a carattere religioso spesso interpretate dagli stessi membri delle Discipline, allo scopo di divulgare notizie sulla vita di Cristo e dei santi e di incrementarne il culto.
Particolare rilievo acquisì anche il servizio alle processioni eucaristiche, specialmente in seguito ai numerosi miracoli eucaristici che diffusero il giusto culto alla Santissima Eucaristia: i Disciplini, oltre a servire l’aspetto liturgico (portando baldacchini, torciere e doppiere, turiboli…) e a guidare i momenti di preghiera, garantivano anche la sicurezza delle processioni, proteggendo il Santissimo Sacramento e i sacerdoti dagli eventuali attacchi degli eretici già prima della Riforma Luterana.
Lo sviluppo liturgico delle Confraternite le portò ad assumere un abito liturgico e a ottenere numerosi privilegi, compresi l’assistenza in coro e la presidenza della Liturgia delle Ore. 

### La diffusione
Nel 1399, per il Giubileo del 1400, molti uomini appartenenti al movimento laicale dei bianchi, con indosso una cappa bianca ed incappucciati, passarono per tutta la Liguria diretti a Roma. A Genova arrivarono il 5 luglio e per il periodo che stettero nella città, furono ben accolti, ed i genovesi parteciparono alle iniziative proposte da questi. Questi portavano in testa alla processione il crocifisso.
Nel XIV secolo nacquero le compagnie del Corpo di Cristo e della Misericordia, le seconde per assistere i condannati a morte; sotto l'esempio di queste, sorsero confraternite votate all'assistenza ospedaliera. L'importanza continuò ad aumentare, andando ad essere dei veri e propri centri di potere non direttamente sotto l'autorità vescovile. Le confraternite presero il nome del santo a cui sono state dedicate.
Questo sviluppo delle confraternite e della loro funzione sociale, portò al rinnovamento della vita cristiana, difatti nel XVI secolo nacquero nuove confraternite come le compagnie della carità e le compagnie del Divino Amore che fondarono ospedali e ricoveri per i bisognosi. Sempre nello stesso periodo i frati Carmelitani fondarono confraternite del Carmine ma di carattere puramente devozionale, affiancate dagli Eremitani di Sant'Agostino che fondarono quelle della Cintura, i Domenicani fondarono quelle del Rosario, diffuse anche quelle devote al Santissimo Sacramento a cui Papa Paolo III concesse numerose indulgenze e privilegi. Nelle zone rurali per combattere l'usura e poter controllare le sementi, vennero spesso fondate dei Monti di Pietà e del Grano.
Originariamente i confratelli indossavano cappe bianche di materiale povero aperte sulla schiena. Solo nel XVI secolo, con l'affievolirsi del fenomeno della flagellazione, si ebbe un arricchimento delle vesti, con la creazione di tabarini di raso e tessuti preziosi, anche ricamati in oro e argento.
Riguardo ai numeri di queste confraternite, abbiamo dei dettagliati elenchi per quanto riguarda Genova: dal 1480 al 1582 le confraternite erano 134, di cui 70 ancora vive nel settecento; dal 1582 al 1811 ne furono fondate 124. Molte erano votate al Santissimo Sacramento ed al Rosario; famosa fu quella dei 72 apostoli.
Per le confraternite, ora come allora, il momento più importante è senza dubbio quello della processione, organizzate per le feste dei propri santi, o per alcune feste particolari, o come pellegrinaggi. Durante questi eventi i confratelli portano le casse processionali i crocifissi, mazze, stendardi, candele. I libri contabili conservati negli oratori ci danno l'esatto riscontro delle spese che venivano fatte per le processioni: candele per illuminare l'oratorio, compenso per la banda musicale, un compenso per i prelati che partecipavano, ed infine un rinfresco, spesso anche molto umile, con solo pane e vino, per chi aveva partecipato alla funzione, anche per le confraternite vicine che avevano voluto unirsi ai festeggiamenti.

### La controriforma

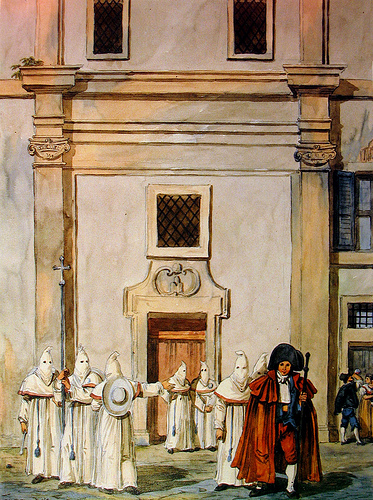
Roma: processione di confraternita dalla Chiesa dei Sacconi Rossi a Roma, nell'isola Tiberina. Dipinto di Achille Pinelli, inizio XIX secolo

Prima del Concilio di Trento accadeva che nelle confraternite venivano letti testi, come quello dell'Ufficio della Beata Vergine o dei Defunti, in lingua volgare, tuttavia la loro traduzione non era sempre buona. Nel 1571 Papa Pio V ordinò che si dovessero leggere i testi in latino ufficiali della Chiesa e da lui definitivamente approvati con la bolla Quod a Nobis.
Durante il Concilio di Trento la cultura penitenziale cambiò, diventando molto più spirituale: fu richiesto di ridimensionare la pratica di flagellarsi, cosa che provocò un vuoto devozionale. Durante questo periodo, detto della riforma cattolica, o controriforma, le confraternite liguri condussero una vasta opera di difesa della Chiesa ed il suo operato. L'arcivescovo genovese Antonio Sauli 1587 impose nuove regole alle confraternite, simili a quelle emanate da San Carlo Borromeo nel 1573 ma con l'aggiunta di qualche capitolo, poiché la mancanza di regole precise per le confraternite era stata una lamentela fatta da monsignor Bossio. Venne perciò imposto alle confraternite di insegnare la catechesi soprattutto ai giovani, i parroci furono spinti a creare confraternite dove ancora non esistessero.
Nel 1562, durante la sua XXII sessione del Concilio di Trento, si trattò la questione delle confraternite, riconfermando la dipendenza spirituale dai vescovi e lo ius visitando hospitalia dell'autorità diocesana. Durante il Concilio si decise inoltre che la continuità amministrativa, cioè il passaggio di consegne tra le varie amministrazioni, dovesse avvenire sotto il controllo del parroco. Vennero bandite alcune pratiche che rischiavano di portare a eccessi e deviazioni; vennero inoltre bandite le pratiche, consuete ai tempi, di organizzare pranzi e rappresentazioni teatrali negli oratori. La partecipazione della confraternita a tutte le processioni fu resa obbligatoria. Si accese però un forte dibattito proprio riguardo a questa disposizione, le insegne da portare e il modo di vestire. Solo dopo alcuni anni, nel 1583, Papa Gregorio XIII decise che il posto d'onore lo si dovesse concedere alla più antica, a quella che per prima indossò i sacchi, ribadendo che la partecipazione dovesse avvenire senza ostentazione e in maniera gratuita.
Dopo il 1530 si vanno formando le arciconfraternite, cioè confraternite che fanno parte di una rete di confraternite, che assolvevano a più opere pie ed a più obblighi, nonché godevano di maggiori indulgenze. La maggior parte delle arciconfraternite si trovano a Roma. Solo una confraternita di un posto poteva essere collegata ad un'arciconfraternita, ci doveva essere una buona distanza tra due compagnie perché entrambe si potessero legare alla stessa arciconfraternita. Papa Clemente VIII comandò che per ottenere l'aggregazione si dovette presentare statuti e una lettera del vescovo provante l'erezione canonica.
Le confraternite più popolari erano quelle di devozione alla Vergine Maria, che chiedevano il suo aiuto contro la peste e gli eretici, oltre che a chiedere aiuto durante la processione per incoraggiarsi nel momento della penitenza corporale. Nel 1571 si ebbe una notevole diffusione del culto di Maria, quando Papa Pio V associò la vittoria di Lepanto da parte della Lega Santa contro i Turchi.

### Dal XVII al XVIII

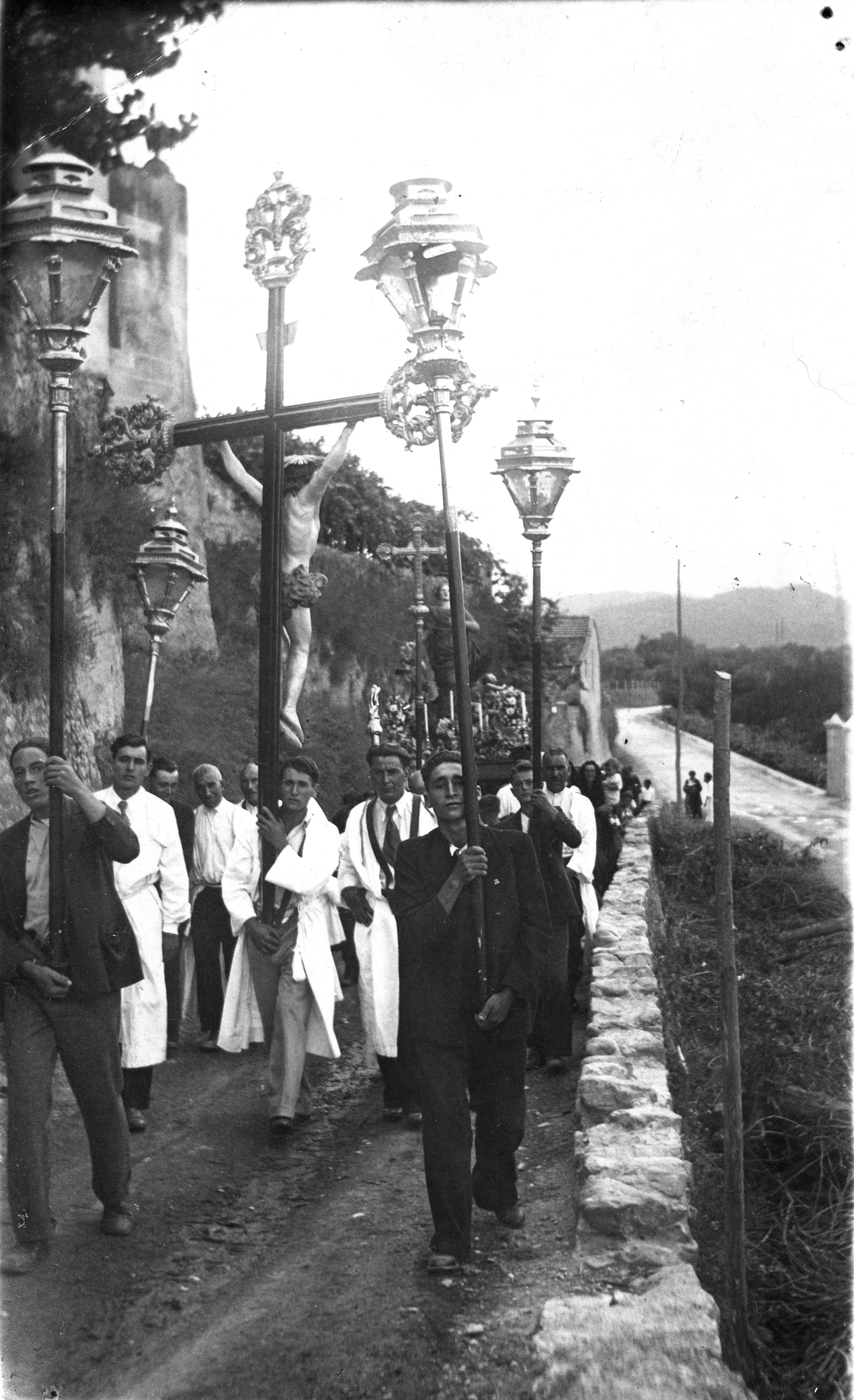
Processione della casaccia di Lusignano ad inizio Novecento

Come nei secoli precedenti, anche in questi due secoli si ebbe una grande fioritura delle confraternite, con alti numeri di iscritti e fondazione di numerose confraternite; le confraternite di più antica fondazione divennero sempre più elitarie, accogliendo nobili e notabili del tempo, mentre le nuove confraternite erano più popolari e aperte anche ai ceti poveri e ai borghesi.
Nel Seicento si ebbe un notevole impegno da parte dell'autorità vescovile di aumentare il controllo sulle confraternite. Non tante confraternite furono disposte alla revisione dei propri statuti e ne chiesero l'approvazione da parte delle autorità ecclesiastiche. Esempio fu il controllo sulle nuove confraternite, difatti non si volle che venissero a crearsi troppe compagnie nella stessa zona, soprattutto se simili. Il 7 dicembre 1604 il Papa Clemente VIII emanò la bolla Quaecumque, il più forte atto di controllo episcopale: tutte le associazioni dovevano sottomettersi al controllo dell'autorità vescovile, nessuna poteva nascere senza il nulla osta dell'autorità ecclesiastica e senza sottomettersi alla disciplina, inoltre nessuna confraternita poteva unirsi ad un'arciconfraternita senza l'autorizzazione episcopale.
In questo periodo si ha il consolidarsi delle confraternite e della loro funzione sociale, difatti ricevevano beni, terreni, facevano questue, organizzavano messe in suffragio dei defunti. Tuttavia accadeva che invece di seguire i criteri di onestà ed umiltà, nonché avere un impegno continuo nell'organizzare le processioni e le feste, la situazione decadeva in disordini, risse, ubriachezza ed atti di disonestà. Difatti le casacce genovesi diventano luogo di élite sociale, diventando in molte realtà controparte ed ostacolo all'attività di guida dei parroci e dei vescovi, proprio nel momento in cui dopo la controriforma si cercava di ricentrare il potere attorno alle chiese.
I missionari fondavano spesso confraternite come opera di evangelizzazione, donando tutti i paramenti e i beni necessari perché queste potessero sorgere.
I cosiddetti principi riformatori furono tra i primi avversari delle confraternite, infatti questi decisero di intervenire nell'attività di beneficenza di cui essi godevano a favore delle autorità statali.

### Il XIX secolo
Nel 1811 il governo Napoleonico decise di sopprimere tutte le confraternite con l'eccezione di quelle del Santissimo Sacramento e prescrisse l'unione dei beni confraternali alle chiese parrocchiali. Dove tali leggi furono applicate alle confraternite fu confiscato il loro patrimonio. Solo quelle che hanno un carattere prettamente di culto riescono a sopravvivere. Solo dopo il 1820 le confraternite riprendono la loro attività.
Le legislazione italiana fu contraria fin dall'inizio alle confraternite come istituzione, difatti non le considerò come possibili enti religiosi, non considerando nemmeno quelle che non avessero un patrimonio immobiliare. La legge n. 753 del 3 agosto 1862 distingueva le confraternite che avevano scopo di beneficenza da quelle che avevano scopo di culto, le confraternite che facevano opere di beneficenza vanno sotto il controllo dell'autorità statale. La legge n. 3848 del 15 agosto 1867 sopprimeva gli enti ecclesiastici risparmiando però le confraternite che vennero considerate alla pari delle opere pie, quindi associazioni laiche. La n. 6972 del 17 luglio 1890, detta legge Crispi, confiscava a tutte le confraternite aventi scopo di culto tutti i beni che producevano ricchezza lasciando solo oratori e chiese, sopprimendo gli uffici di beneficenza e la congregazione di carità.
Durante il periodo Fascista con il decreto n. 1276 del 28 giugno 1934 veniva data alle confraternite la personalità giuridica.

### Le Confraternite oggi
Oggi le Confraternite vivono un lento processo di ripresa e di rifioritura, anche grazie all’incessante operato dei coordinamenti diocesani e regionali sorti fin dal Novecento, seppur vengano osteggiate da molti modernisti ideologi del cambiamento (“non importa cosa si cambi o con quali conseguenze, purché si cambi in fretta e drasticamente” diceva un vecchio detto canzonatorio che nei seminari ammoniva contro il modernismo scimmiottandone i pensieri dei fautori); per quanto nessun pontefice abbia risparmiato elogi sull’importanza delle Confraternite, si deve a San Giovanni Paolo II uno dei più forti impulsi contemporanei: egli stesso spronò le Conferenze Episcopali a salvaguardare e incentivare le Confraternite, ottenendo una importante risposta nella costituzione da parte della CEI della Confederazione delle Confraternite delle Diocesi d’Italia, organo di coordinamento delle Confraternite italiane che dal 14 aprile 2000 assiste i vescovi e le realtà locali nella promozione delle attività confraternali, coordinando iniziative comuni e favorendo i rapporti tra le Confraternite associate.
Sia San Giovanni Paolo II, sia Papa Benedetto XVI e Papa Francesco si sono più volte espressi con favore e apprezzamento nei confronti dell’attività delle Confraternite, riconoscendole fondamentali alla sopravvivenza della Chiesa in tempi futuri; accanto a loro molti Arcivescovi e Vescovi hanno supportato e supportano le attività delle Confraternite, ponendosi in loro difesa contro quanti ancora tentano di soffocarle per appropriarsi dei loro beni e contro quelli che, accecati dalle più folli ideologie, le vedono come il retaggio di un inutile passato da superare anziché la linfa vitale che sono per la Chiesa di oggi e di domani.
Innumerevoli i centri studi sulle Confraternite e le ricerche universitarie che indagano la natura generale o specifica delle Confraternite nel mondo, realtà laiche che contano oggi milioni di membri in moltissimi stati del mondo; in particolare il Centro Studi sulle Confraternite “Giuseppe Casareto”, fondato dal Priorato delle Confraternite dell’Arcidiocesi di Genova, attivo fin dal 1998 con particolare attenzione alle realtà confraternali liguri, francesi e italiane.

## Caratteristiche

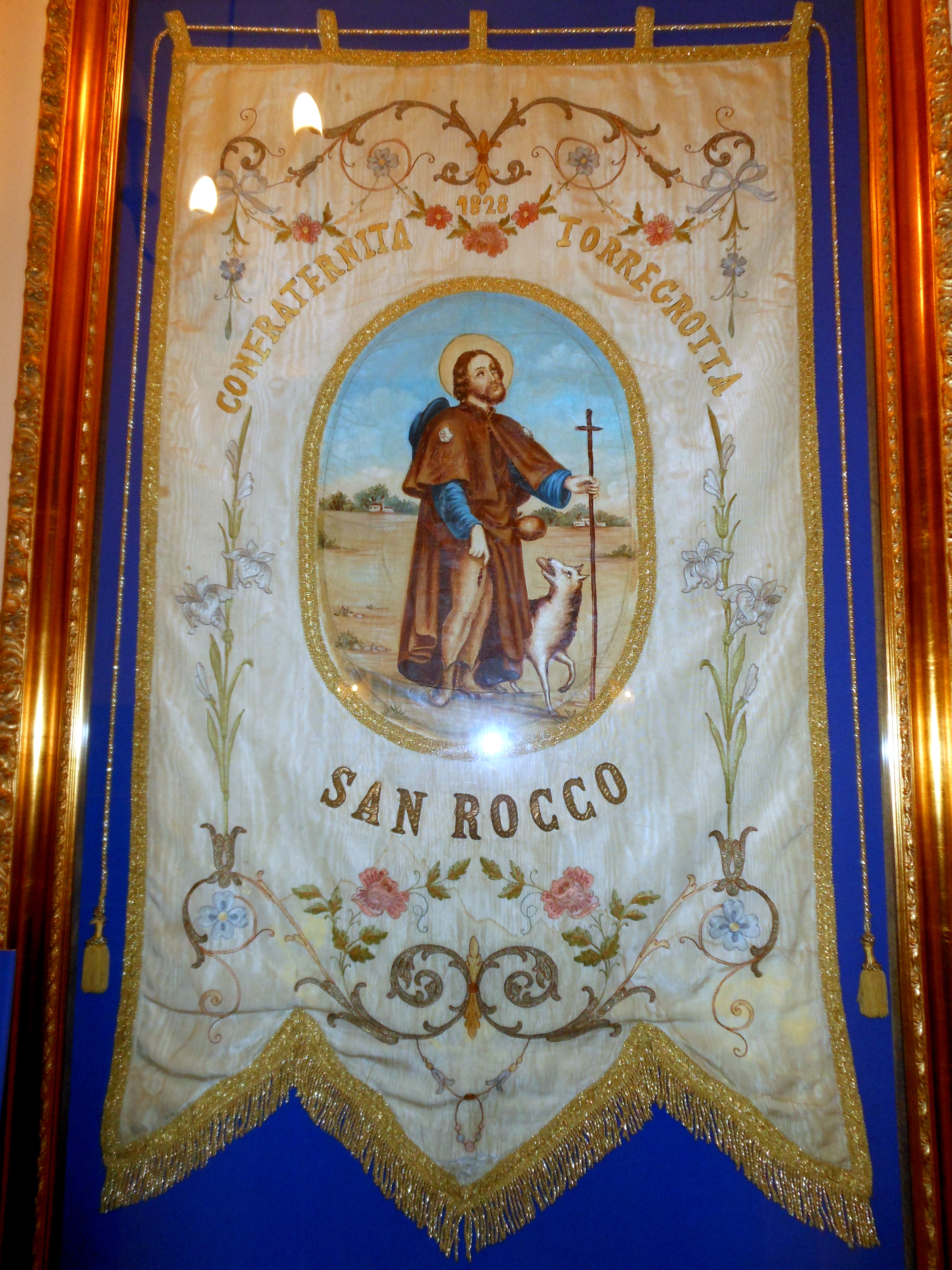
Antico vessillo della Confraternita di San Rocco di Torregrotta

Le confraternite cattoliche presentano:
- Un titolo preciso, un Santo o Mistero della fede cui la confraternita è dedicata;
- Uno scopo definito da perseguire;
- Uno statuto proprio che regola i rapporti interni tra i suoi iscritti;
- Un particolare abito liturgico (detto, a seconda delle regioni, "sacco", "cappa", "veste", ecc.) di precisi foggia e colore, per i confratelli e consorelle;

Essa viene eretta con apposito decreto dell'autorità ecclesiastica competente (Pontefice, Conferenza Episcopale, Vescovo, Superiore di Istituto religioso). La confraternita può avere sede in una chiesa o in un oratorio, oppure un altare della chiesa parrocchiale o di altra chiesa (santuario, convento, ecc.) della località dove la confraternita opera.
Le norme ecclesiastiche che le regolano si trovano nel Codice di Diritto Canonico, al titolo V denominato Le Associazioni dei fedeli (CIC 298-329).

## Struttura
Le confraternite sono gestite da un'amministrazione, denominata consiglio o governo formata da:
- Un Priore;
- Uno o due suoi vicari;
- Diversi "assistenti" od "officiali", quali segretario, cassiere, provveditori, fiscale ecc.
- Un gruppo di consiglieri, chiamati anche consultori il cui numero è proporzionale agli aderenti.

Tale organo, le cui deliberazioni pur non essendo imperative per il consiglio, difficilmente vengono disattese, viene convocato dal Priore o dall'Assistente spirituale con cadenza periodica per le problematiche ordinarie e saltuariamente per eventi contingenti o problemi di particolare rilevanza.
Esse devono avere un sacerdote o religioso (debitamente nominato dall'autorità ecclesiastica competente) quale Assistente Spirituale, il cui compito non è di natura amministrativa ma di seguire il sodalizio, celebrare i suoi atti di culto, guidare la vita spirituale della confraternita e dei suoi singoli iscritti; tale nomina può seguire alcune indicazioni provenienti dalla Confraternita stessa, quali ad esempio una rosa di nomi ovvero la richiesta di scegliere un appartenente a uno specifico ordine religioso. 
Tra le diverse categorie di iscrizione, in base alla partecipazione alla vita associativa, si possono poi distinguere confratelli e consorelle effettivi oppure semplici aderenti, che si impegnano a sostenere moralmente e materialmente la confraternita senza essere pienamente inseriti nel suo organico.
Tutte le cariche sono esercitate in forma collegiale, non possono essere conferite a vita e possono essere ricoperte per un mandato determinato, che di solito dura per un periodo da un anno a tre anni, in cui di norma si può essere riconfermati solo una volta, ma - non mancando le eccezioni - è possibile che gli statuti prevedano la rieleggibilità senza altre condizioni.
Se diviene impossibile eleggere o rinnovare il Consiglio, l'autorità ecclesiastica competente ovvero l’organo di coordinamento diocesano nomina un Commissario straordinario che ha il compito di ristabilire gli organi associativi.
L'organigramma sopra descritto è puramente indicativo e le denominazioni delle singole cariche - così come il loro numero e natura - variano molto da sodalizio a sodalizio, in quanto molto spesso discendono da tradizioni ultrasecolari. A puro titolo di esempio, il "presidente" dell'associazione (che il Codice di Diritto Canonico definisce "Moderatore") - oltre che col nome di "Priore" - può essere denominato "Governatore", "Camerlengo", "Rettore", "Superiore" ecc. Gli "assistenti" (consiglieri) nell'amministrazione possono essere chiamati Guardiani, Officiali, Banchieri, ecc. La stessa durata degli incarichi, come si è visto, può variare.
L'Autorità ecclesiastica competente può conferire ad un sodalizio l'ulteriore appellativo di distinzione di "Venerabile": è quindi importante chiarire che esso spetta solo se espressamente conferito e non per il solo fatto di essere una pur rispettata Confraternita.
Per il Codice di Diritto Canonico la Confraternita acquista personalità giuridica distinta da quella dei suoi singoli aderenti; essa non è la persona giuridica secondo il diritto civile, che deve invece essere assegnata dallo Stato previo iter separato secondo le normative civili vigenti. La Confraternita munita di personalità giuridica ecclesiastica - ai sensi del Canone 120 § 1 del Codice di Diritto Canonico - si estingue o per soppressione da parte dell'Autorità o per scioglimento volontario, altrimenti per inattività dopo cento anni dalla morte dell'ultimo iscritto.
La Conferenza Episcopale Italiana, con proprio decreto in data 14 aprile 2000, ha eretto la Confederazione delle Confraternite delle Diocesi d'Italia, associazione che oggi comprende gran parte delle Confraternite italiane; la Confederazione ha anche un proprio organo d'informazione, la rivista trimestrale Tràdere, il cui primo numero è uscito nel mese di ottobre 2007.

## Rituali
Diversi sono i rituali che caratterizzano le confraternite, tra questi quello dell'accettazione dei novizi, dell'entrata dei nuovi confratelli, del rinnovo annuale, delle messe per i confratelli, dei pellegrinaggi e delle processioni.

### Il noviziato
Chi desidera entrare in una confraternita è obbligato da statuto a fare un anno di noviziato, nel quale deve partecipare alla vita della confraternita. Se durante l'anno il comportamento è esemplare, il consiglio vota per farlo entrare a far parte della confraternita. Durante il rito con cui diviene novizio gli viene consegnato lo statuto della confraternita, e il candidato dovrà prestare giuramento. Dopo l'anno durante una messa i nuovi novizi dovranno giurare solennemente davanti a Dio ed a tutti i confratelli, vengono benedetti e gli viene consegnata la cappa consacrata che potranno indossare durante le processioni.

### Raduni
Ogni anno le confraternite organizzano e partecipano a vari incontri di pellegrinaggio devozionale, detti Raduni o Cammini. Questi vanno dal locale all'internazionale. I Cammini Nazionali vengono organizzati dalla Confederazione delle Confraternite delle Diocesi d'Italia organismo eretto dalla Conferenza Episcopale Italiana con decreto del 14 aprile 2000. Quelli regionali sono organizzati o supervisionati sempre dalla Confederazione tramite le sue strutture periferiche, mentre quelli diocesani e locali sono organizzati in proprio ma, in genere, con la consulenza e il supporto della Confederazione medesima.

## Arciconfraternita

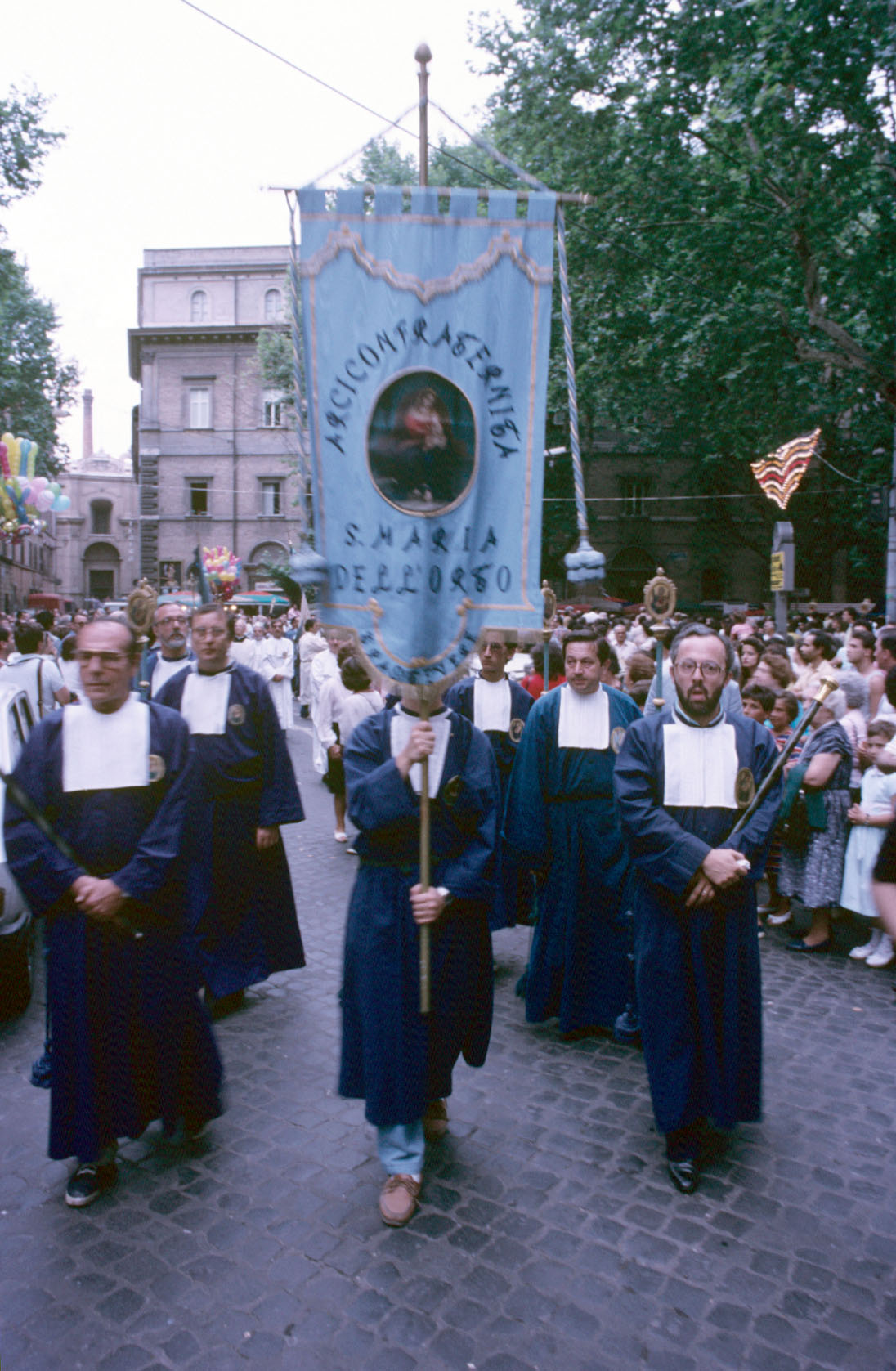
Arciconfraternita di Santa Maria dell'Orto alla processione in Trastevere (Roma, 1986); il primo a destra è Domenico Rotella, attuale Camerlengo.

Spesso la denominazione di Arciconfraternita viene ritenuta (erroneamente) di dignità o rango superiore, mentre invece tutto si riduce a semplice prerogativa di affiliarne altre dello stesso nome, mediante l’accettazione dello statuto unico, perché esse, accettandone norme e principi, possano godere anche delle stesse indulgenze riservate, degli stessi privilegi concessi alla confraternita-madre romana. A differenza delle altre, ed il motivo è fin troppo chiaro, l'arciconfraternita madre per ragioni legate ad un più severo controllo centralizzato e diretto -destinato tra l'altro a controllare l'abuso delle vendite delle indulgenze- viene eretta con speciale decreto papale e non col semplice decreto vescovile come per tutte le altre. Si tratta di norme particolari e di un principio giuridico inserito nel Diritto della Chiesa e nella legislazione specifica dal Concilio di Trento e ribadito come norma inderogabile da Clemente VIII nel 1604 con la bolla "Quemcunque ab sede apostolica", che stabilisce in maniera chiara che solo le confraternite di Roma possano essere erette in Arciconfraternite non certo perché superiori alle altre dello stesso nome operanti altrove ma solo come "primae inter pares". Il titolo di Arc. fa riferimento, quindi, solo ad una "condizione giuridica" particolare e diversa rispetto alle altre(Codice di Diritto Canonico, Canone N.725).Talvolta si è confuso la concessione del "regio assenso" (un istituto previsto dal Concordato tra la Chiesa ed il Sovrano di Napoli inteso al riconoscimento giuridico in campo civile della confr. e senza del quale la Conf. non avrebbe potuto operare) come consenso sulle cosiddette "suppliche" intese ad ottenere dal re finanche cose non certamente di sua competenza come appunto il riconoscimento del "titolo" di Arciconfraternita, quello più frequente. Si trattava naturalmente di richiesta presentata "irritualmente" al re,ad autorità incompetente che certo non poteva occuparsene perché era questione appartenente alla giurisdizione riservata al Pontefice. Non si può affermare, quindi, che in mancanza di esplicita risposta o di esplicito riconoscimento, si sia inteso riconoscere de facto (silenzio-assenso) la nascita di una arciconfraternita.
Le arciconfraternite sono confraternite che fanno parte di una rete di confraternite, che assolvevano a più opere pie ed a più obblighi, nonché godevano di maggiori indulgenze. La maggior parte delle arciconfraternite si trovano a Roma. Solo una confraternita di un posto poteva essere collegata ad un'arciconfraternita, ci doveva essere una buona distanza tra due compagnie perché entrambe si potessero legare alla stessa arciconfraternita. Il Papa Clemente VIII comandò che per ottenere l'aggregazione si dovette presentare statuti e una lettere del vescovo provante l'erezione canonica. Il titolo di Arciconfraternita viene attribuito anche per essersi distinte per pietà ed anzianità, cui veniva concessa la facoltà di aggregare a sé tutte le confraternite, ovunque erette, aventi il medesimo fine e la medesima denominazione. Fra i vari benefici di cui godevano in particolare le Arciconfraternite romane, non era infrequente la possibilità di chiedere ogni anno al Papa - in occasione della propria festa titolare - la liberazione d'un condannato a morte o di un carcerato. Alcune di queste vengono denominate Reale Confraternita o Reale Arciconfraternita nel caso in cui lo statuto venga promulgato da un regnante. 

### Arciconfraternita del Gonfalone
Nata nel 1264 a Roma con il nome di «Raccomandati di Madonna S. Maria», fu riconosciuta da papa Clemente IV nel 1267. Sede del pio sodalizio era la basilica di Santa Maria Maggiore. Nel 1351 mutò nome in «Raccomandati del Gonfalone».
Nella seconda metà del XV secolo la compagnia dei Raccomandati di Madonna S. Maria si unì alla confraternita che aveva sede nella basilica. L'unione generò un nuovo pio sodalizio, Confraternita del Gonfalone, che fu riconosciuta da papa Innocenzo VIII nel 1486. Alla nuova confraternita fu concessa la cura della chiesa di S. Lucia Nuova in Parione, sita nell'omonimo rione. La fusione di più società apportò notevoli benefici alla nuova Confraternita, che col passare degli anni accrebbe la propria influenza.
Il XVI secolo fu un periodo molto florido per le confraternite italiane, ma soprattutto per le Arciconfraternite. Queste erano confraternite che venivano elevate tramite bolla o breve papale. chiamate anche "confraternite madri", avevano, ed hanno tuttora, il diritto di aggregare a sé le compagnie locali, le quali ricevono tutte le indulgenze ed i privilegi concessi all'Arciconfraternita madre di riferimento.
Il momento dell'elevazione ad Arciconfraternita per il Gonfalone giunse nel 1579 grazie a papa Gregorio XIII. Due anni dopo il pontefice affidò ad essa "l'opera pia del riscatto degli schiavi", attività fino allora svolta dall'ordine dei «Trinitari» e dai «Padri della Mercede». Si trattava della redenzione delle persone catturate dai corsari barbareschi nella penisola italiana i quali, per restituirli alle loro famiglie, pretendevano il pagamento di un riscatto.
L'opera pia della raccolta fondi per la restituzione dei prigionieri divenne di fatto l'attività principale del sodalizio per tutto il XVII secolo e il XVIII, fino all'esaurimento della guerra di corsa, che scomparve nei primi decenni del XIX secolo. Nel 1713 l'arciconfraternita pubblicò un documento dal titolo Catalogo delli Schiavi Cristiani nativi dello Stato Ecclesiastico, ri[s]cattati dalla Ven. Archiconfraternita del Confalone di Roma dalla barbara servitù de' Turchi nello spazio di quindici anni, cioè dal 1697 a tutto l'anno 1713.
Gli inizi del 1800 sono anni bui per le confraternite e gli ordini religiosi in Italia. Napoleone Bonaparte, con la sua Francia illuminista e relativista, sopprime le istituzioni religiose; solo quelle che hanno un carattere prettamente di culto riescono a stento a sopravvivere. Il Gonfalone di Roma riprende le sue attività nel 1823, ma ormai è segnato dal passo dei tempi e piano piano si ridimensiona fino a divenire dormiente e a essere ricordata solo dallo splendido oratorio a Via Giulia. Solo nel dicembre 2010, dopo anni di inattività, l'Arciconfraternita romana torna all'attività, su decreto del Cardinale Vicario, aggiornando gli antichi statuti e ricominciando da dodici confratelli fondatori, in memoria della fondazione originaria.
In Italia, a tutt'oggi, vi sono numerosissime Confraternite che incorporandosi con l'arciconfraternita del Gonfalone, ne portano ancora il nome e continuano la tradizione di carità e di culto.

### Arciconfraternita dei Cinturati di Santa Monica e Sant'Agostino
Tutto nacque a Bologna, nel 1318, quando fu istituita la Confraternita di S. Maria madre di Consolazione. Tale Compagnia era ospitata nella Chiesa di S. Giacomo, lì dove era l'Ordine Agostiniano, di cui la Confraternita ne farà parte integrante. In seguito, il 14 agosto 1439, con il decreto Solet pastoralis sedes, il vicario generale di papa Eugenio IV, approvava la fondazione della Confraternita della Cintura, movimento che comunque già era in atto in Italia e promosso dai conventi agostiniani. In quella data fu fondata la Compagnia della Centura, sempre a Bologna, sempre nella chiesa di S. Giacomo Maggiore.
Per comprendere il significato della "cintura" e perché essa fu associata al culto della Madonna della Consolazione, bisogna far cenno ad una tradizione agostiniana. Essa vuole che la Beata Vergine, per consolare e sostenere le ansie di Santa Monica a causa della vita piena di tribolazioni di Sant'Agostino, suo figlio, le donò una Cintura, simbolo di forza e costanza nella fede.
Le Compagnie che si rifacevano alle figure dell'Ordine, cioè a quelle di S. Agostino, Santa Monica e della Madonna della Consolazione, dopo il decreto del 1439, entrarono numerose nell'Associazione dei cinturati che rappresentavano il Quart'ordine agostiniano, ben distinto dal terz'ordine. Queste Compagnie del quart'ordine assunsero spesso, in tutto il Paese, il nome di Società di Santa Monica; necessita ricordare che le Confraternite vennero denominate anche Societas, Compagnie, Fraternità o Scholae.
La diffusione delle Confraternite dei Cinturati di Santa Monica fu notevole, soprattutto grazie alla capillare presenza agostiniana nella penisola.
Nel XVI secolo, precisamente nel 1575 papa Gregorio XIII approvò l'unione e l'incorporazione delle due Confraternite agostiniane presenti nella Chiesa di S. Giacomo a Bologna, elevandola poi ad Arciconfraternita, nacque così l'arciconfraternita dei Cinturati di S. Agostino e di S. Monica sotto l'invocazione di Nostra Signora della Consolazione. Nel 1576 lo stesso Papa concesse all'arciconfraternita il diritto di aggregare a sé qualsiasi Compagnia o Confraternita che lo volesse, concedendole quindi tutte le indulgenze, i privilegi e le prerogative.
Nei due anni successivi ben 12 confraternite furono aggregate, negli anni successivi furono moltissime ancora quelle che lo fecero. Nel corso del XVI e XVII secolo furono elargite tante indulgenze a questa corrente confraternale che essa arrivò ad essere una delle più influenti, e con il maggior numero di privilegi. Fu tale la diffusione dell'incorporazione a Bologna delle Compagnie del Quart'ordine che quest'ultimo fu considerato un tutt'uno con l'arciconfraternita dei Cinturati.
Nell'Ottocento anche l'arciconfraternita bolognese fu vittima delle leggi napoleoniche e così fu molto ridimensionata, ma le sue aggregate in Italia continuarono ad esistere e sono tuttora numerose nel continuare il culto della Madonna della Cintura, e nel diffondere il messaggio di pace di Sant'Agostino.

### Arciconfraternita del SS Sacramento
Con il nome di arciconfraternite del Santissimo Sacramento (o venerabili arciconfraternite del Santissimo Sacramento) si indica un tipo di confraternite cattoliche esplicitamente dedicate alla venerazione e alla preservazione del culto eucaristico. Le confraternite legate al culto eucaristico furono molto diffuse ed ebbero un forte riscontro nel popolo, soprattutto nel Meridione d'Italia (Sicilia e Puglia).
 Unire a Arciconfraternita del Santissimo Sacramento (Vico del Gargano)

A Vico del Gargano, in provincia di Foggia, esistono cinque confraternite tra le quali si annovera l'Arciconfraternita del Santissimo Sacramento con sede attualmente nella chiesa di San Nicola. 
Un primo sodalizio venne fondato nel novembre del 1539? ma la fonte non è certa. L'atto di costituzione presso il notaio Scipione Petreo, di cui rimangono solo i repertori ma non gli atti (dispersi) presso l'archivio di stato di Foggia- Arch.Notarile di Lucera, risalirebbe, infatti, al 1584 quando fu istituita una prima confraternita col nome di CORPO DI CRISTO. Di essa si ha notizia certa solo nel 1675 allorquando è citata con questo nome negli atti della visita apostolica ad limina del Vescovo della diocesi di Manfredonia F.VincenzoMaria Orsini, il futuro papa Benedetto XIII, che la dichiarava come fondata nel 1634 non escludendo tuttavia una sua costituzione "ab immemorabili" (il pontefice Paolo III nel 1539 aveva istituito in Roma in Santa Maria sopra Minerva una prima confraternita di questo nome). 
Paolo III aveva inteso così operando promuovere e diffondere nel popolo il culto dell'Eucaristia attirando l'attenzione dei cattolici sulla presenza reale del corpo e del sangue di Cristo sotto le spoglie del pane e del vino nel momento stesso della consacrazione da parte del sacerdote officiante e quindi sul concetto di "transustanziazione", diffondendone la conoscenza e la dottrina nel popolo, in opposizione al concetto di "consustanziazione" allora sostenuto e predicato da Lutero e dalla chiesa protestante che negavano una tale possibilità specie se operata per via di un intervento quasi di carattere magico da parte del celebrante al momento della consacrazione del pane e del vino. Per la chiesa luterana Cristo era comunque presente senza ricorso a rituali od a formule di consacrazione ritenuti inutili e rigettate. Molte confraternite,in seguito, dietro la spinta dei vescovi più zelanti che intendevano combattere le tesi riformiste, iniziarono a cambiare la denominazione originaria dei sodalizi che dismettevano il nome originario di Corpo di Cristo trasformandosi in confraternite del SS. Sacramento, denominazione ritenuta più consona ed adeguata a diffondere ed a "propagandare" nel popolo quella verità di fede. Verosimilmente avvenne che anche a Vico la confraternita del Corpo di Cristo che aveva la sua sede originaria nella chiesa dell'Assunta cambiasse denominazione dopo essere passata per motivi diversi nella chiesa di San Nicola il 9 giugno 1810 come risulta da alcuni atti. 
Nessuna confraternita del Sacramento risulta esistente nel 1675 ma solo quella del Corpo di Cristo che potrebbe risalire finanche al secolo XVI come già detto. Solo da un documento datato 4.2.1700 si ha notizia documentale di una confraternita del SS.Sacramento a Vico che risulta però "aggregata" all'omonima confraternita-madre di Roma nella basilica di Sant'Eustachio, un'aggregazione che contraddice però il preteso titolo di arciconfraternita del sodalizio vichese. Non risultano poi nemmeno casi di affiliazione od aggregazione di altre confraternite con quella vichese come sarebbe naturale aspettarsi. 
Essa deve perciò ritenersi solo semplice confraternita che non gode di potere di affiliazione attiva riservata, come è naturale, solo alla omonima arciciconfraternita romana e solo ad essa.
A Civitanova Marche esiste la Confraternita del Santissimo Sacramento di Civitanova Marche Alta (MC), è stata istituita con Bolla del Papa Gregorio XIII il 14 aprile 1575, il patrono della stessa Confraternita è San Pasquale Baylon. È stata riconosciuta ufficialmente dallo Stato come Ente ecclesiastico già dal 1939: fra i suoi scopi il culto, l'impegno religioso,l'assistenza ai bisognosi e le opere di servizio alla comunità.

### Arciconfraternita del SS Crocifisso
Nel 1589 la sede vescovile di Agrigento resto' vacante per la traslazione all'arcivescovato di Palermo del suo vescovo Mons. Diego de Haedo. 
L'Arciconfraternita del SS. Crocifisso venne eretta dal vicario capitolare Girolamo Zanghi con la bolla del 10 gennaio 1591 presso la Cattedrale di Agrigento. 
Essa, però, già esisteva di fatto, per lo meno l’anno precedente, perché nella bolla si dice "noviter fundata", cioè fondata ultimamente. 
Il motivo della fondazione fu la grande devozione nutrita dai confrati per Gesù Crocifisso. 
La denominazione ufficiale della confraternita era del "SS. Crocifisso della carità"per sottolinearne anche l’aspetto caritativo; essa infatti, alla devozione al Crocifisso aggiungeva l’opera speciale di carità in favore dei carcerati e in soccorso dei escarcerati, e altre opere di bene. 
E fin da subito venne chiamata con il titolo di Arciconfraternita che fin dalla sua costituzione che erano state approvate e confermate sia dalla Curia Vescovile che dalla Santa Sede ed ancora riconosciuta dall’autorità civile perché esecucutoriate nel Regno di Sicilia, e sia stata riconosciuto legalmente sia dall’autorità religiosa che politica. 
Fin dal 7 Agosto del 1591 la nostra Arciconfraternita è stata aggregata all’Arciconfraternita del SS. Crocifisso di S. Marcello in Roma che era stata fondata nel 1522.Tra i fondatori della Confraternita vi erano tanti Canonici (tra cui il governatore era Canonico) e sacerdoti e nel corso dei secoli vi sono stati anche tre confrati Vescovi: Mons. Angelo Ficarra, Mons. Antonio Cantarella e Mons. Filippo Jacolino. 
La prima sede dell’Arciconfraternita si trovava nella navata a sinistra dell’altare maggiore della Cattedrale fu la cappella o altare si S. Margherita " delli Galli" poi fu dedicata la cappella di S. Giuseppe a tramontana. 
In essa oggi, per una fortunata coincidenza, si onora la statua del SS. Redentore portata in processione la mattina del Venerdì Santo.
Negli Atti Capitolari al 5 giugno 1622 si legge un’ulteriore concessione del dammuso: "si concesse alla compagnia del Crocifisso lo dammuso sotto il campanile per fare della sua cappella una sacrestia la quale anco sarà in servitio dello capitulo medesimo mentre officia nella cappella del Crocifisso detta d’inverno".
A tutt’oggi la sede dell’Arciconfraternita è quella concessa agli inizi, sotto il Campanile della Cattedrale a cui si accede per una porta accanto all’altare del Coretto della Cattedrale dove i canonici gli abbiano voluto dedicare la Cappella destinata a coro d’inverno, onorandovi il Crocifisso dell’Arciconfraternita, anche per la loro devozione personale, come membri di essa, almeno di buon numero.
Al Beato Matteo di Agrigento e ai suoi frati si attribuisce il Calvario di Agrigento costruito sulla collina sulla quale sorgeva il convento di S. Vito (presso a poco, nella zona dietro il Genio Civile di Agrigento) e durato sino agli anni attorno al 1870. 
E già prima è successo nel 1810 che il Calvario e le funzioni sono state fatte dentro la Cattedrale.

#### Confraternita del SS. Crocifisso di Castellaneta (TA)
A Castellaneta (TA) la Confraternita del SS. Crocifisso fu fondata con
Rescritto episcopale" del Vescovo Angelo Melchiorre il 2 Giugno 1648, ad imitazione
dell'omonima Arciconfraternita di Roma, presso l’omonima cappella nella Cattedrale
di Castellaneta nella quale si conserva il Crocifisso ligneo del 1492. Le Confraternite
del SS Crocifisso sono piuttosto rare. La Confraternita si distingue per la novena
cantata dal 24 aprile al due maggio musicata probabilmente da don Giuseppe
Perrone, durante la quale è esposto il sacro chiodo in un reliquario del Settecento di
scuola napoletana. La novena cantata contempla le piaghe di Cristo. I fedeli vivono
con la Confraternita la contemplazione delle cinque piaghe di Cristo. La novena è
scandita dal ritornello:
“Prostrato umil t’adoro /
Osacro eccelso Legno /
In cui d’amore in segno /
Un Dio spirò per me”
La Confraternita ogni prima domenica del mese recita il rosario dei Cento Requiem.
Tra le iniziative della Confraternita vi è, per le famiglie che ne facciano richiesta, la possibilità di ospitare un crocifisso itinerante a devozione di Cristo e della sua Misericordia.

### Arciconfraternita della Morte ed Orazione

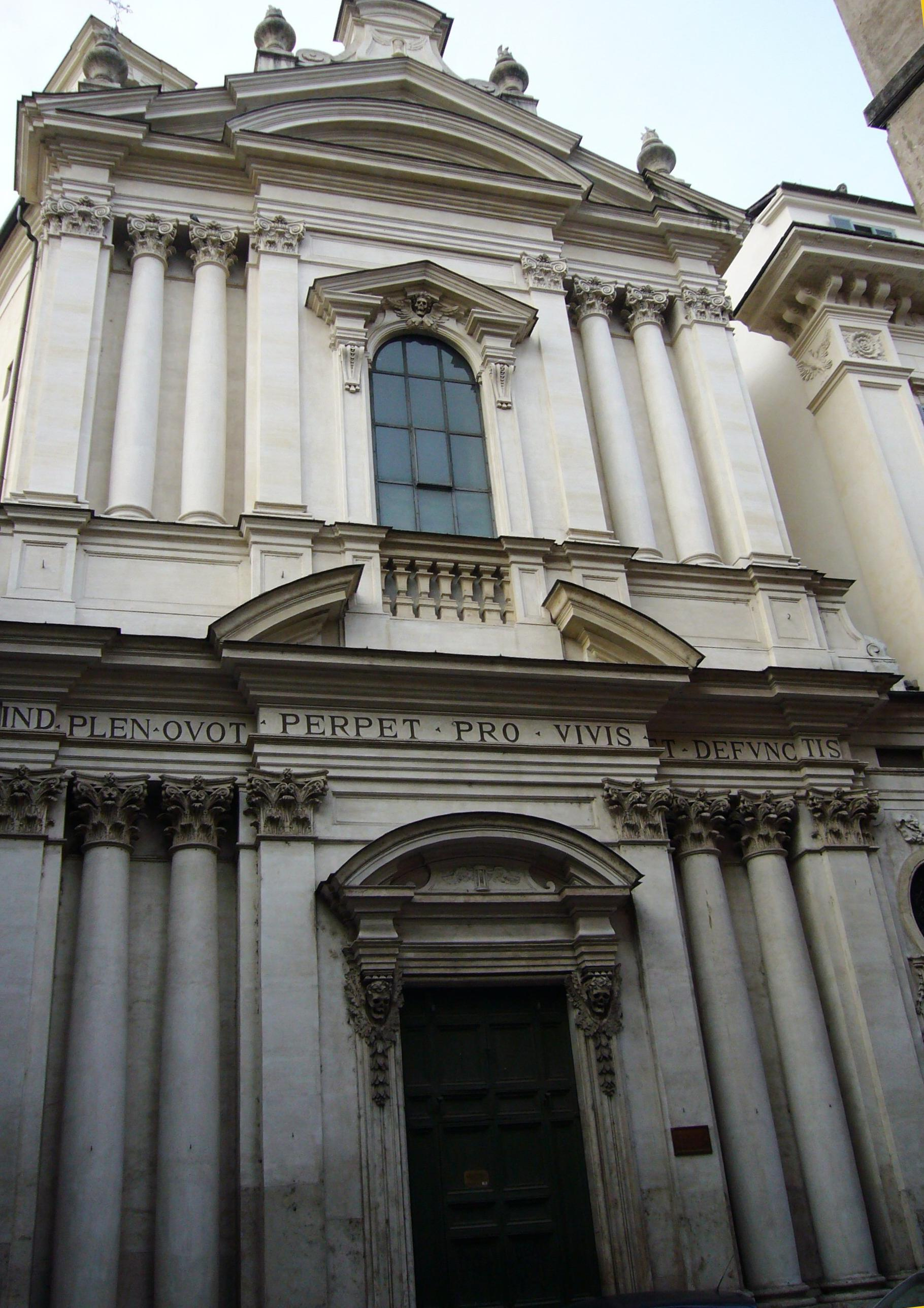
La chiesa di S. Maria dell'Orazione e Morte, a Via Giulia

Le radici di questa Confraternita presero nutrimento dalla scarsità di servizi "funebri", dal fatto che i morti venivano seppelliti dai familiari benestanti, oppure dalle confraternite nel caso in cui essi ne facevano parte. In questo spaccato sociale, nel 1527, i Lanzichenecchi, al soldo di Carlo V di Borbone, attaccarono Roma e la saccheggiarono. Gli scontri furono violentissimi, e sul selciato e nei campi dell'Urbe giacquero una moltitudine di cadaveri. Già in quest'occasione vi furono alcuni laici che, di loro volontà, cominciarono a raccogliere i corpi dei combattenti, dando loro cristiana sepoltura. Fu nel 1538 tuttavia, che, secondo una tradizione tramandata dagli statuti confraternali priva tuttavia di prove documentali, tali iniziative caritatevoli cominciarono ad assumere caratteri organizzativi più definiti. Ciò avveniva nel corso di una grave carestia che, nell'inverno 1538-39, unitamente ad un abbassamento delle temperature inusitato per la città, mieteva vittime specie nelle fasce più disagiate della popolazione. L'attenzione della neonata "compagnia della Morte" era indirizzata prevalentemente ai cadaveri rimasti insepolti, ricercati e raccolti a Roma e nelle campagne circostanti. Si trattava di vagabondi e di pellegrini che spesso rimanevano senza identità, ma anche rappresentanti di quel largo strato di popolazione urbana e rurale che pur lavorando viveva ai limiti della sussistenza, le cui famiglie non erano pertanto in grado di pagare le spese del servizio funerario offerto dal clero. Tale benemerenza, arrivò all'attenzione del soglio pontificio, e nel 1552, papa Giulio III ne approvò ufficialmente la costituzione, concedendole molti privilegi, ma obbligandola ad affiancare al proprio titolo originale quello dell'Orazione, probabilmente perché oltre a seppellire i morti, attorno al 1551 la confraternita aveva introdotto in Roma, su impulso della predicazione cappuccina, la celebrazione pubblica della devota pratica delle Quarantore.
Dopo vari cambi di sede, nel 1575 l'arciconfraternita edificò la chiesa di Santa Maria dell'Orazione e Morte, che nel 1733, divenuta troppo angusta in ragione dell'accrescersi del numero dei fratelli, fu ricostruita su disegno del celebre architetto - e confratello - Ferdinando Fuga. Ancora oggi, nella sacrestia di questa chiesa, si possono ammirare arredi e manufatti, la cui materia prima consta di ossa di cadaveri. Il 17 novembre del 1560, inoltre, papa Pio IV, con bolla Divina providente clementia elevò la compagnia ad arciconfraternita. Già dagli anni Sessanta del XVI secolo cominciarono dunque le aggregazioni di varie confraternite italiane all'Arciconfraternita della Morte romana. Dallo statuto del 1590 si legge: "Item detta Archiconfraternita & suoi offitiali hanno facoltà di aggregare a essa Archiconfraternita qualsivoglia Compagnia & concedergli la partecipazione, & communicatione di tutte le indulgenze concesse all'Archiconfraternita."
Lo svilupparsi delle Compagnie della Morte in Italia fu impetuoso, tant'è che oggi sono ancora presenti ed attive decine di Confraternite che furono aggregate all'arciconfraternita di Santa Maria dell'Orazione e Morte di Roma.

### Arciconfraternita della Morte dal Sacco Nero
L'Arciconfraternita Madonna del Pianto sotto il titolo della Morte dal Sacco Nero è un’associazione pubblica di fedeli che persegue fini di religione e di culto.

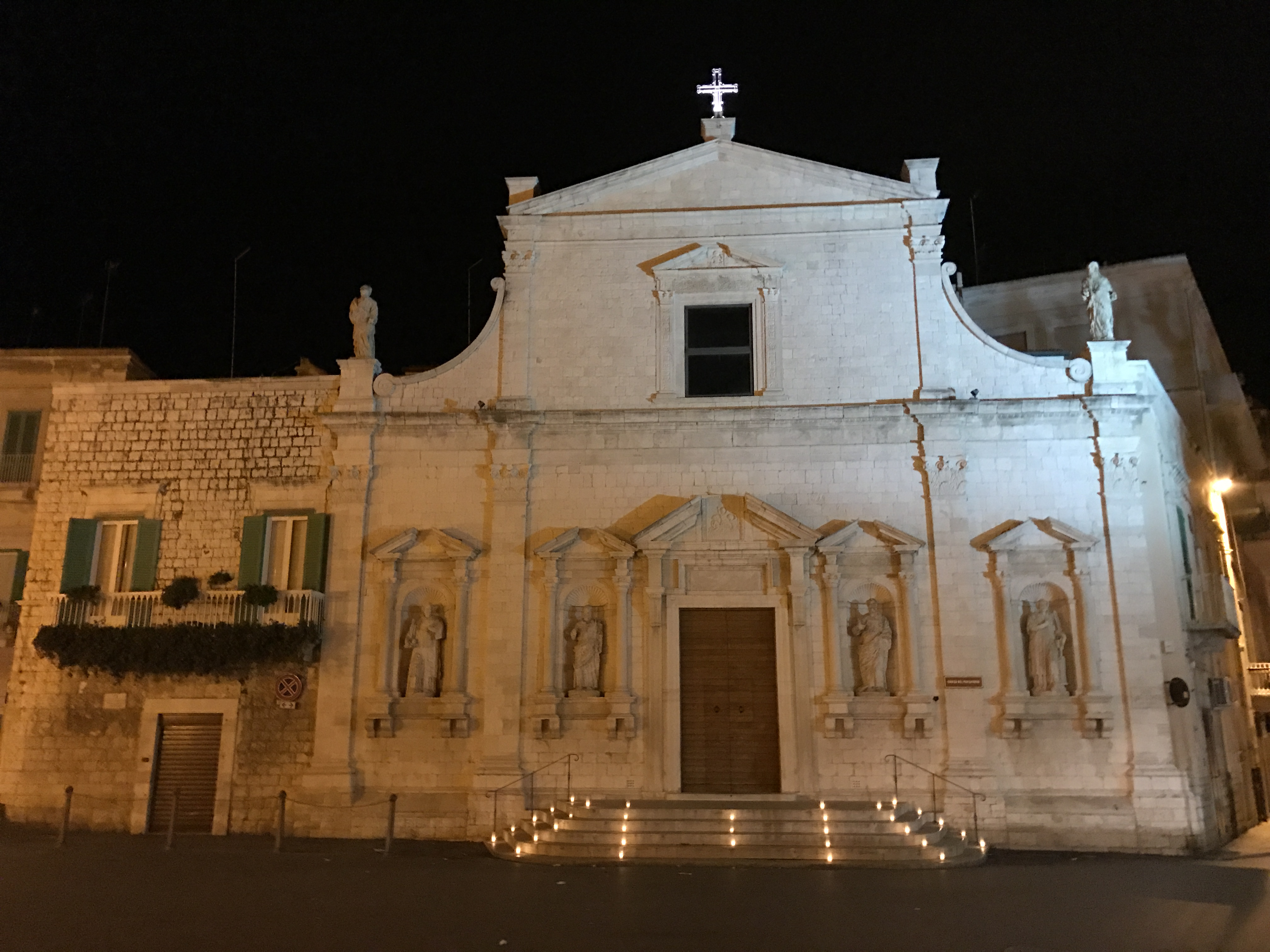
Chiesa del Purgatorio in Molfetta

Fondata con Decreto Vescovile nel 1613 a Molfetta, gode di personalità giuridica canonica ed è soggetta alle norme del Codice di Diritto Canonico e ai decreti emessi dal Vescovo Diocesano.
Ha sede in Molfetta al Corso Dante presso la Chiesa di Santa Maria Consolatrice degli Afflitti vulgo "Purgatorio".
È Ente Ecclesiastico civilmente riconosciuto con Decreto Regio del 28 novembre 1935 ed è stata iscritta nel Registro delle Persone Giuridiche presso il Tribunale di Bari il 25 maggio 1987 al n. 242.
Non si sa con certezza chi l’abbia fondata poiché, secondo Ph. Ariès, gli uomini caritatevoli fra il Trecento e il Seicento, in una società già relativamente urbanizzata, iniziarono a fondare le confraternite al fine di dare degna sepoltura in terra consacrata a chi non poteva permettersela cercando di rimediare alla mancanza di soccorso da parte della Chiesa.
La data di fondazione, invece, viene fatta risalire al 26 aprile 1613 grazie a uno Statuto delle Confraternite di Molfetta, non datato, ma ritrovato fra le carte della Curia Vescovile nell'anno 1838 nell'Archivio Diocesano.
Le attuali statue in cartapesta dell'Arciconfraternita della Morte non sono né statue qualsiasi, né il loro autore, il grande maestro prof. Giulio Cozzoli, può essere considerato un qualsiasi scultore, perché effettivamente tale non è, in virtù della sua arte da sempre riconosciuta che va ben al di là della realizzazione di una serie di immagini processionali.

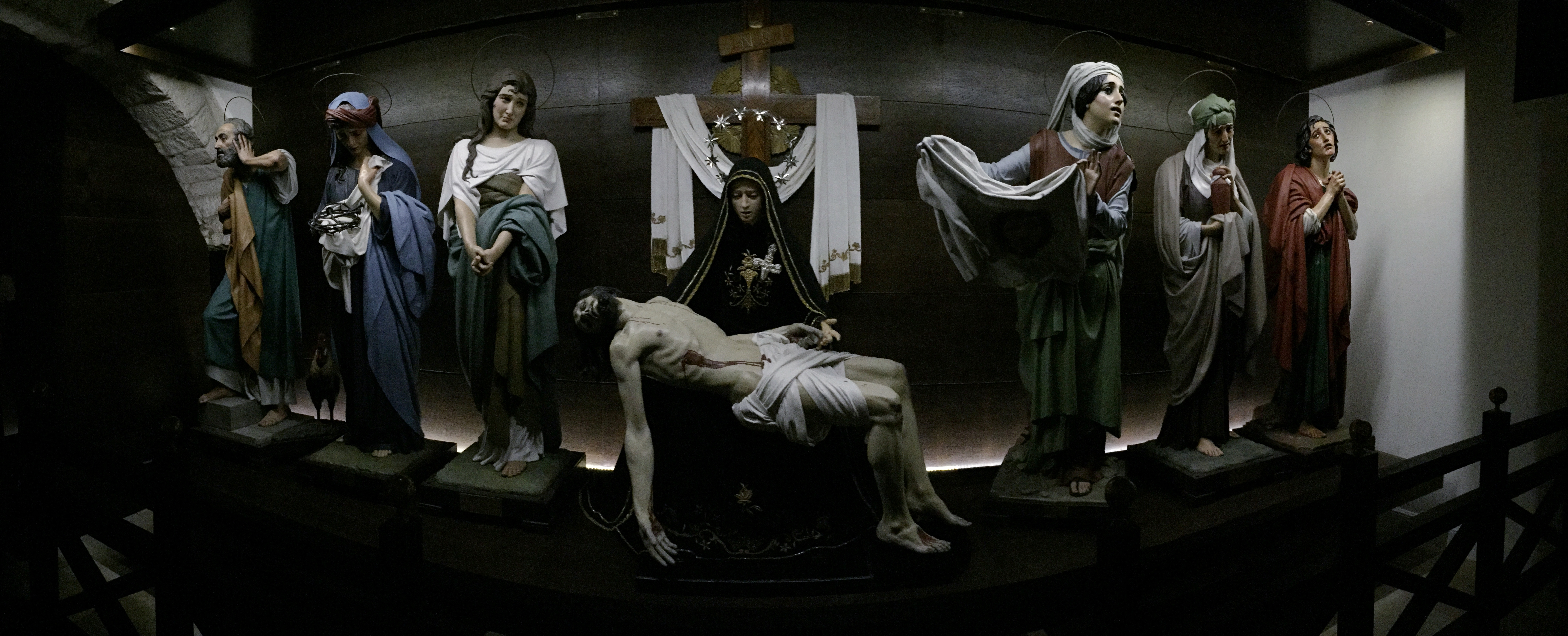
Statue appartenenti all'Arciconfraternita della Morte

Esse sono in tutto otto, meglio ancora sette più una, l'Addolorata, in quanto quest'ultima viene portata in Processione da sola il venerdì di Passione, antecedente quindi la domenica delle Palme. Le altre sette vengono portate in processione tutte insieme il Sabato Santo, costituendo quella che popolarmente a Molfetta viene chiamata la "Processione della Pietà".
In ordine di uscita in processione sono: San Pietro, la Veronica, Santa Maria Cleofe, Santa Maria Salomè, Santa Maria Maddalena, San Giovanni e la Pietà.

### Arciconfraternita del SS Rosario
La Confraternita del Santo Rosario è un'associazione di fedeli della Chiesa cattolica, uniti nello scopo della recita di quell'insieme di preghiere detto appunto Rosario. Questo tipo di confraternita nacque sotto la spinta dei Domenicani.
Il cardinale Alessandro Nanni Malatesta, legato pontificio e vescovo di Forlì è il primo ad approvare, a nome del Pontefice, una Confraternita del Rosario nel 1476. Lo stesso Cardinale Nanni si iscrisse alla confraternita. Per questo, il Cardinale è spesso associato a Papa Sisto IV nell'opera di diffusione del movimento del rosario. Un esempio è nella tela di Pier Paolo Menzocchi, raffigurante la Madonna del Rosario (1593): tra i personaggi compaiono infatti, oltre a San Domenico e Santa Caterina, Sisto IV e il Cardinal Nanni.

### Arciconfraternita della SS Immacolata
Nacquero sotto la spinta dei Francescani primissimi sostenitori del dogma dell'Immacolata Concezione. Generalmente le insegne dei sodalizi intitolati all'Immacolata sono azzurre o celesti.
Nel comune di Martina Franca dal 1570 esiste l'arciconfraternita Immacolata degli Artieri. La sede è annessa all'interno di un suggestivo chiostro della Chiesa di Sant'Antonio da Padova.- Cenni storici: Il 4 gennaio 1474,con Bolla di Papa Sisto IV, si autorizzava i frati minori conventuali a erigere una propria casa a Martina Franca; il convento è intitolato a San Filippo e San Giacomo. Nel 1497, con bolla di Papa Alessandro VI, si autorizzava la Perdevota Martiniana Comunitas, a costruire il convento dei frati minori osservanti sotto il titolo di Santa Maria delle Grazie, con annessa chiesa, che più tardi prese il nome di Santo Stefano. Nel 1927, riattandosi una stanza di quel secolare edificio, per adibirla a ufficio della nascente Parrocchia di S.Antonio, venne alla luce una lapide su cui si legge: SUB TUTELA S" MARIAE CORATIARUA A. FUND. ERECTUS D.1497.
Nel 1499 sorse, a spese del Signor Giovanni De Mita, una cappella in onore dell'Immacolata concezione di Maria SS. Il 1570, per il culto di questa cappella i Frati minori diedero vita ad una fratellanza, un tipo particolare di confraternita dedicata all'Immacolata Concezione.
Nel 1577 il pio sodalizio venne aggregato all'omonima arciconfraternita romana della Santissima Concezione che, fondata nella chiesa di Santa Maria di Grotta Pinta, si era spostata nella Chiesa di San Lorenzo in Damaso. Nel 1594 con l'autorizzazione di Papa Clemente VIII, chiesa e convento, che avevano ripreso il nome di Santo Stefano, passarono nelle mani dei frati riformati, costola derivata dagli osservanti che, col nome di Serafica Riforma, proponevano una più rigida osservanza delle regole francescane.
Nel 1710 il medico Salvatore Scialpi (più volte Sindaco di Martina, già Governatore della Congrega di Santa Maria della Pace), anche al fine di evitare situazioni incresciose, pensò di riorganizzare l'antica fratellanza dando vita insieme a poche persone ad una vera e propria confraternita, sempre sotto il titolo dell'Immacolata Concezione, con una divisa (sacco, mozzetta e insegne), uno statuto e patti ben definiti con i frati, che prevedevano fra l'altro l'assegnazione ai confratelli di alcuni locali del convento con funzione di oratorio: Conseguita l'autorizzazione dal padre provinciale dei Riformati, fra' Serafino da Parabita, sorgeva la Confraternita dell'Immacolata, poi detta degli Artieri, così chiamata per la prevalenza di artigiani nel numero totale degli aderenti. Il 29 dicembre 1709, infatti, i confratelli si erano tradizionalmente riuniti per procedere all'elezione del Priore, ma l'intervento di numerosi popolani aveva determinato lo scoppio di tumulti, che si conclusero con l'arresto di diverse persone. Nel 1738 i Confratelli, in maggioranza Artieri, avendo acquisita la consapevolezza che l'elezione di un galantuomo a Priore non era in sintonia con lo spirito dello Statuto, elessero come loro guida un artiere, il pittore Bonaventura Fighera, a Gravina ma da anni residente a Martina Franca. Ma i galantuomini non accettarono questa decisione ed imposero come Priore il Duca di Martina Francesco II Caracciolo, che rimase in carica per due anni. Nel 1740 ci fu un nuovo tentativo di eleggere un artiere alla guida del sodalizio che produsse una nuova contesa legale avviata dai galantuomini. Tale situazione si trascinò per anni e alla fine vide questi ultimi abbandonare definitivamente la congrega e iscriversi ad un'altra confraternita già esistente, quella dell'Immacolata Concezione dei Nobili. Il 23 luglio 1759, arrivò la sentenza definitiva del Tribunale Misto collegata a questi contrasti e al dissolvimento della precedente Fratellanza:fu espulsa dal Chiostro dei Riformati la Confraternita degli Artieri, poiché priva di autorizzazione regia e venne negato ad essa ogni diritto sulla Cappella.Quanto alla Fratellanza, essa venne considerata inadeguata perché non risultava possibile determinare il numero degli aderenti. Il giusto patronato della Cappella dell'Immacolata, divenuta ente laico e priva ormai di confratelli,fu attribuito definitivamente all'Università: da allora in poi ai suoi amministratori sarebbe toccato il compito d'individuare il Priore, il cassiere e i responsabili del collegio Revisori dei conti nella gestione dei beni. Questa situazione perdurò fino alla vigilia della Seconda guerra mondiale. La Confraternita degli Artieri, dal canto suo, sopravvisse, ospitata temporaneamente presso l'oratorio inferiore della Chiesa del Sacro Monte del Purgatorio, superando i comprensibili momenti di difficoltà a seguito alla sentenza e si dette nuove norme statutarie che ottennero finalmente il Regio assenso il 9 gennaio 1760. Ristabilì, inoltre, buoni rapporti con i frati Riformati che, memori dell'appoggio ricevuto dai confratelli nella controversia vinta con i Conventuali circa l'attribuzione del diritto di celebrare il 13 giugno la festa di Sant'Antonio, concessero il 24 maggio 1762,con attestato del loro Responsabile generale dell'Ordine, Fra' Clemente da Palermo, l'uso perpetuo dell'oratorio nei locali del Chiostro del convento. Il 13 gennaio 1767 venne nuovamente aggregata all'arciconfraternita di San Lorenzo in Damaso di Roma, con bolla di Papa Clemente VIII (ADT 9,III,3.11). Il 1858 la Confraternita,con disposizione reale, riuscì ad ottenere la facoltà di usare il cappello celeste stellato e nel 1864 il bordone. Dal 6 marzo 1902 la Confraternita ha avuto come punto di riferimento i valori della spiritualità francescana ed in particolare alla Madonna e a Sant'Antonio da Padova. Il suo oratorio è rimasto situato in un braccio del suggestivo e storico chiostro del Convento dei Riformati,i cui altri locali divenuti di proprietà del Comune, sono stati utilizzati in passato per ospitare scuole, uffici ed abitazioni private.
A Casarano la Confraternita dell'Immacolata esiste dal 1619 ed era chiamata "confraternita dei nobili". A Trani l'Arciconfraternita dell'Immacolata Concezione fu autorizzata con Regio Decreto da Ferdinando II, re delle De Sicilie, nel 1774, ma verosimilmente era preesistente da circa un secolo. Ha sede nella Chiesa di S. Francesco ed è formata da professionisti.

### Arciconfraternita Santa Maria Maggiore

#### Arciconfraternita Santa Maria Maggiore di Ispica

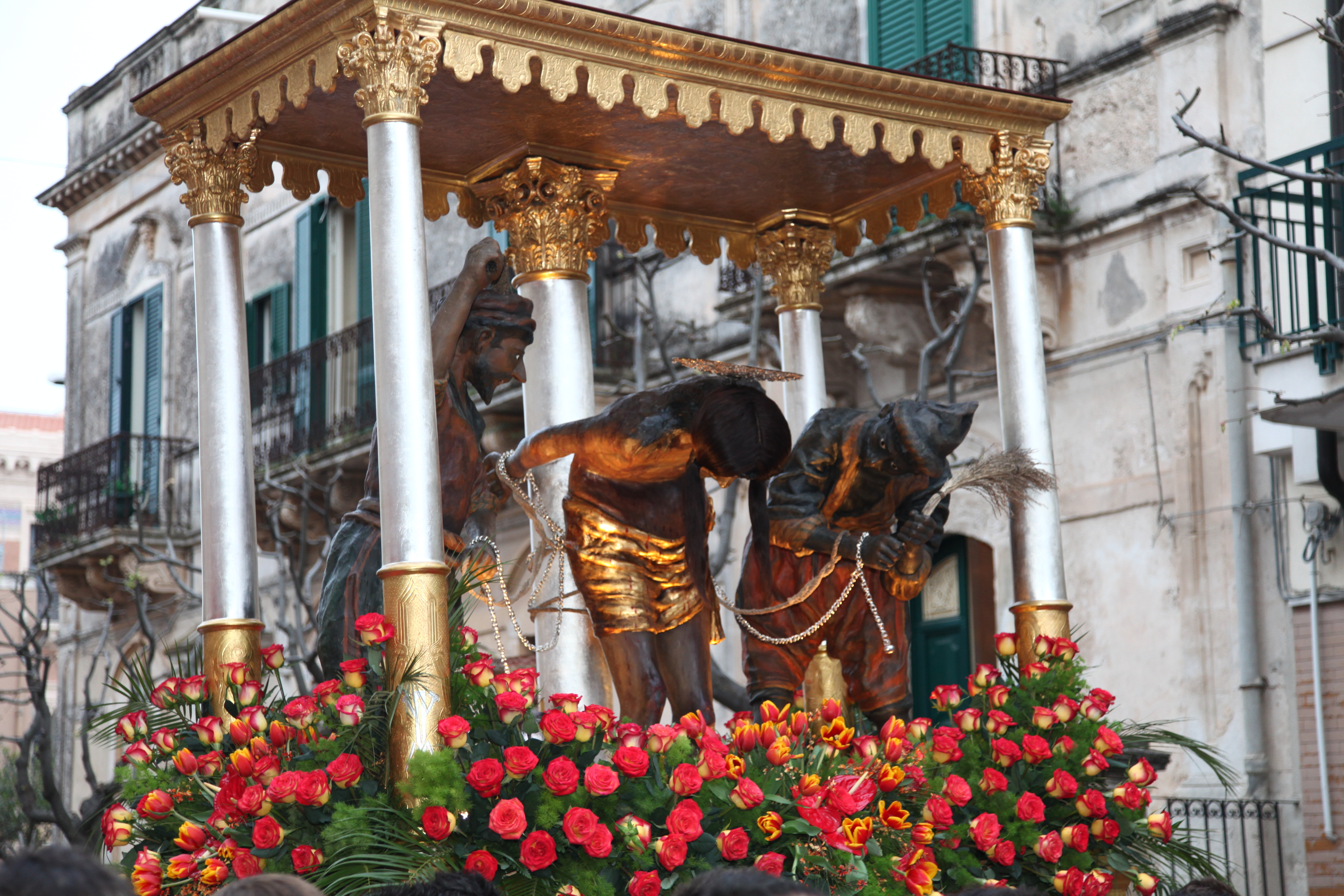
Particolare del simulacro SS. Cristo Flagellato Alla Colonna

L'Arciconfraternita Santa Maria Maggiore di Ispica viene fondata nel XIV secolo nella città di Ispica, in Provincia di Ragusa, sotto la Diocesi di Noto. È devota a Santa Maria Maggiore e si occupa delle feste e della celebrazione del Giovedì santo, con devozione al Simulacro del SS. Cristo Flagellato Alla Colonna, tradizionalmente chiamato U Patri a Culonna, traducibile come Il Padre alla Colonna. L'Arciconfraternita ha scopo di culto, formazione cristiana, assistenza e carità. Si propone di promuovere nei confratelli una vita cristiana autentica, con la catechesi, gli esercizi di pietà, la frequenza ai sacramenti e all'eucaristia domenicale. Collabora validamente per il decoro del culto liturgico e la celebrazione delle feste religiose; promuove lo scambievole aiuto spirituale e materiale dei confratelli secondo lo spirito della carità evangelica. Provvede all'organizzazione della Festa del Giovedì santo e di Maria SS. Assunta in Cielo, custodisce le antiche tradizioni, la loro osservanza e si impegna nel tramandarle intatte alle future generazioni.

## Altre confraternite

### Confraternita dei Disciplinanti e dei Battenti
Le prime manifestazioni si trovano verso il 1230, ma il movimento vero e proprio sorse verso il 1260, per impulso di Ranieri Fasani. Ebbe grande successo a Perugia, da lì si diffuse a Spoleto, a Roma, in Toscana e in Emilia, mentre fu proibito a Milano, Cremona, Venezia e in Sicilia. I confratelli si flagellavano durante le cerimonie pubbliche e le processioni in segno di penitenza. Nelle confraternite di disciplinati furono messe insieme grandi raccolte di laudi, specialmente nel Trecento. A Genova giunsero poco prima del Natale del 1260, provenienti da Tortona al seguito di Sigembaldo degli Opizzoni, questa turba di gente, giunta davanti alla Chiesa di S. Francesco, iniziò a flagellarsi al grido di "pace" "misericordia", dapprima derisi, ma non passarono pochi anni che molti genovesi si unirono alla Compagnia spargendosi nelle riviere.

### Confraternita dell'Immacolata di Casarano
Dopo l'elargizione, ad opera di papa Clemente VIII, di una serie di indulgenze ai fedeli della chiesa dell'Immacolata, nel 1619 nella stessa chiesa su iniziativa del Padre domenicano fra' Reginaldo da Martina Franca fu fondata la Confraternita omonima. Si trattava originariamente di una confraternita maschile, aggregata all'Arciconfraternita dell'Immacolata Concezione, eretta presso la Basilica di San Lorenzo in Damaso, a Roma. Gli statuti furono elaborati sulla base di quelli già disposti per la Congregazione della S. Concezione di Napoli. Secondo l'uso, le finalità della confraternita furono l'organizzazione delle cerimonie liturgiche, la cura della chiesa e la raccolta delle elemosine da distribuire ai bisognosi. Con l'edificazione della nuova chiesa dell'Immacolata (1751) e la successiva consacrazione (1760), si trasferì al 26 novembre il lucro dell'indulgenza. Solo a fine Ottocento furono ammesse ad iscriversi anche le consorelle, limitatamente alla fruizione dei privilegi spirituali e al diritto di sepoltura nella cappella funeraria: solo nel 1945 fu concesso loro di partecipare all'amministrazione della Congrega con annessi diritti e doveri. Dopo la costituzione della sezione femminile, si raggiunsero, negli anni cinquanta, i mille iscritti. Attualmente gli iscritti sono circa cinquecento, in prevalenza donne. Compiti della confraternita sono organizzare le celebrazioni in onore dell'Immacolata e i riti della Settimana Santa, in particolare l'imponente processione del venerdì Santo.

### Confraternita dei Bianchi
La prima notizia della Confraternita dei Bianchi si ha nel 1399, quando, il 5 marzo, a Chieri vicino a Torino, una moltitudine di donne ed uomini, assaccati (vestiti di sacco bianco), con una croce rossa sul petto, ed il volto coperto dal cappuccio, si flagellarono in segno di penitenza. In realtà tale movimento nasce da quello precedente dei Battenti e Disciplinati, tante vero che spesso furono chiamati Bianchi Disciplinati, quindi le loro origini si intrecciano con quelli dei battenti. A poco alla volta la Confraternita si espanse fino al Sud, coinvolgendo migliaia di persone; a quel punto papa Bonifacio IX, concesse indulgenze e perdoni dei peccati a chi facesse attivamente parte di questa corrente penitenziale. Se da un lato i Bianchi furono catalizzatori di un diffuso sentimento di penitenza, dall'altro il loro contributo durò molto poco, in quanto la peste del 1399, ne decimò i confratelli a tal punto che la confraternita stessa morì. Sebbene la sua vita fu estremamente breve, il segno lasciato da questo movimento è tuttora ben visibile, infatti ancora oggi, molte confraternite affiancano al loro nome quello de "i Bianchi", per sottolineare il loro legame a quell'antica compagnia. Interessante la sua diffusione nelle Alpi del Piemonte e della vicina Francia,dove si trovano spesso cappelle dedicate ai Penitenti Bianchi,Neri o Rossi 

### Compagnia del Preziosissimo Sangue di Gesù Cristo in Mantova
La Compagnia del Preziosissimo Sangue di Gesù Cristo in Mantova è una confraternita laicale fondata nella città di Mantova in tempi molto antichi. Se lo storico Ippolito Donesmondi colloca la sua nascita nel 1459 ai tempi di papa Pio II, altri la fanno risalire intorno al Mille, prima di Matilde di Canossa. La Compagnia è stata rifondata il 14 settembre 2010 e la sua sede si trova nella Zoiolera, palazzetto gonzaghesco sito in piazzetta Santa Barbara a Mantova. È strettamente legata alla Reliquia del Preziosissimo Sangue di Nostro Signore Gesù Cristo misto a terra del Monte Calvario che, secondo la tradizione cattolica, sarebbe stata portata a Mantova dal centurione Longino ed ora contenuta in due reliquiari gemelli in oro e pietre preziose.

### Fratellanza Penitenziale della Santa Eucaristia
Fondata il 6 maggio 1959, è una delle nove confraternite di Bilbao, anche conosciuta come la fratellanza dei gesuiti.

### Venerabile confraternita di San Silvestro Monaco Basiliano di Troina
La confraternita di San Silvestro Monaco Basiliano, viene fondata col nome di "Fratellanza", nel 1420, a seguito del ritrovamento delle spoglie del santo, assume il titolo di confraternita successivamente. È una delle nove confraternite della città, la più antica, e una delle più importanti. 

### Confraternite per località
A Catanzaro esiste la Reale Arciconfraternita dei Santi Giovanni Battista e Giovanni Evangelista, i cui membri, per sovrana disposizione del Re Carlo VII di Sicilia, possono fregiarsi del titolo di Cavalieri di Malta ad honorem.
A Roma il più antico sodalizio di ispirazione mariana ancora in attività è l'Arciconfraternita di Santa Maria dell'Orto, istituita da papa Alessandro VI nel 1492.
A Trani esistono una quindicina di Confraternite, fra cui l'Arcinconfraternita del SS.mo Sacramento o dei Bianchi (formata da discendenti di famiglie nobili) risalente al XV secolo, con sede nella cattedrale, e l'arciconfraternita dell'Immacolata Concezione, autorizzata con regio decreto del 1774 da Ferdinando II Re delle due Sicilie, ma preesistente forse da un secolo, con sede nella chiesa di San Francesco. È formata da professionisti. Ciascuna di esse attua una processione nel giorno della festa "esterna" del proprio Titolare, che non sempre coincide con quella liturgica, e tutte insieme (o loro rappresentanze) partecipano alle grandi Processioni cittadine della Festa Patronale di S. Nicola Pellegrino (ultima settimana di luglio), del Corpus Domini e, ciascuna con un Mistero, alla Processione dei Misteri della sera del Venerdì Santo. Quindi Trani può essere definita a buona ragione una piccola Siviglia. Del resto tali usanze sono state importate dalla dominazione spagnola.

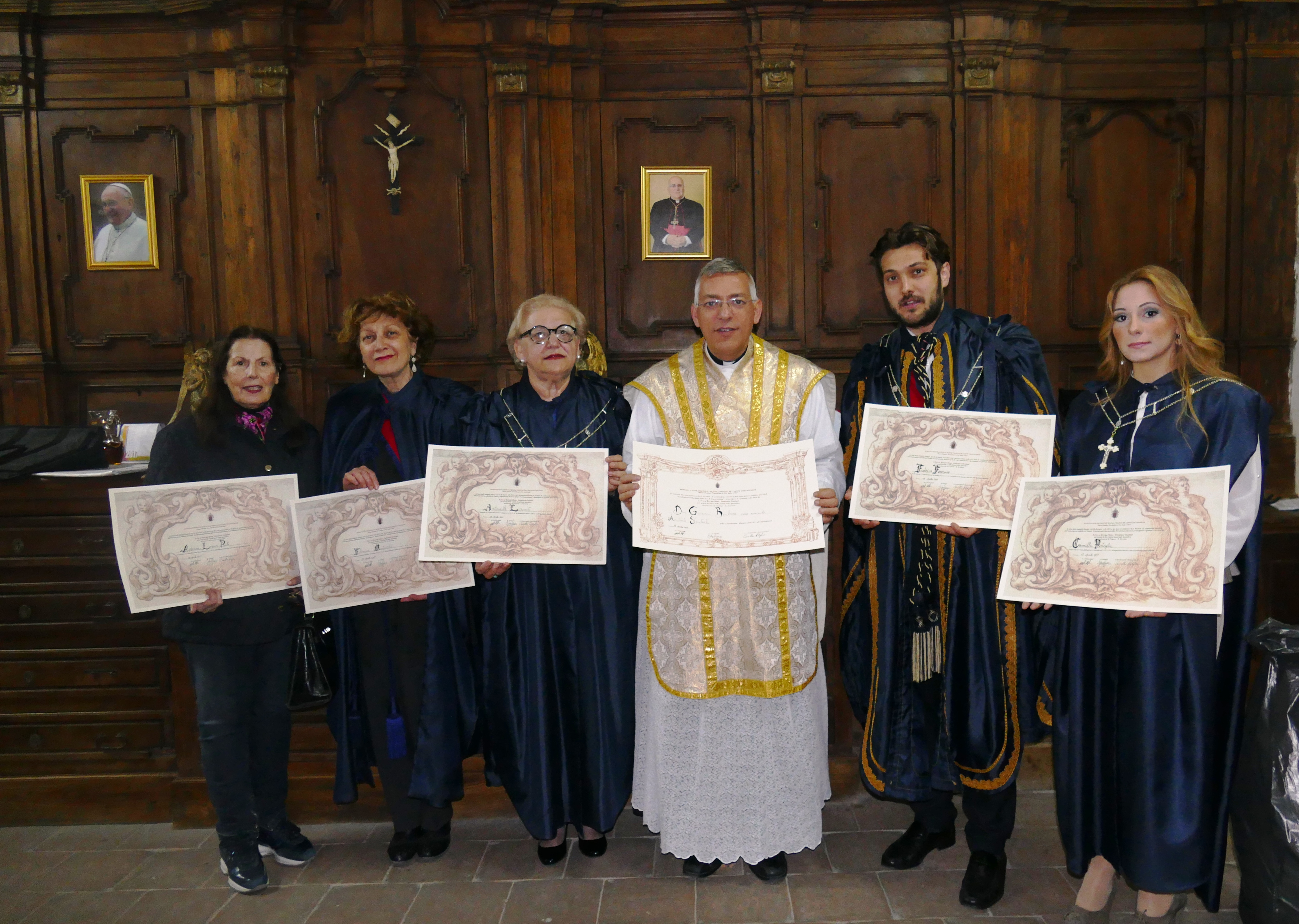
Consegna degli Attestati di nomina ai Confratelli e all'Assistente Spirituale

A Crotone, in virtù dell’antico culto mariano che trova le sue radici storiche documentate almeno a partire dal 1519, si inserisce l’iniziativa proposta da parte di un gruppo di fedeli, guidati dall’avvocato Federico Ferraro di costituire una vera e propria istituzione dedicata alla patrona dell'Arcidiocesi di Crotone – Santa Severina, dedita sia alla promozione della Festa della Madonna, nell’ambito delle nostre tradizioni locali e nell’ottica dello sviluppo turistico e culturale, che all’incremento della conoscenza storica legata al culto mariano, soprattutto presso i giovani, sia nel territorio locale che in una prospettiva di più ampio raggio.
Il 1 gennaio 2016, in occasione del Giubileo Straordinario della Divina Misericordia, voluto da papa Francesco, è stato promulgato dall’Arcivescovo di Crotone – Santa Severina Mons. Domenico Graziani il Decreto con il quale è stata disposta la costituzione della “Mariana Confraternitas Beatae Virginis De Capite Columnarum” (Confraternita Mariana della Beata Vergine di Capocolonna) ai sensi dei cann. 117 e 314. Con il medesimo documento è stato approvato lo Statuto di Fondazione.
Il Consiglio Direttivo è composto dalle seguenti cariche: Priore, Vice priore, Cancelliere, Tesoriere e tre Consiglieri.
Il motto della Confraternita esprime bene l’anima del sentimento popolare più profondo e genuino: Mater Domini, praesidium e cor huius vrbis -Madre del Signore, presidio e cuore di questa città.
Caratteristiche sono anche le insegne: la cappa azzurra ricorda il colore mariano per eccellenza, mentre il collare dorato è arricchito dalle medaglie in argento, raffiguranti la Madonna e la colonna 
di Capocolonna, un ricordo a quel passaggio dal passato di glorie pagane al culto religioso. Le Insegne del Sodalizio sono costituite dal Quadricello della B.V. e dalla Mazza Priorale.

### Le più antiche confraternite italiane ancora esistenti
La maggior parte delle confraternite italiane sono state fondate tra l' XI e XVI secolo: vale la pena citare le otto più antiche confraternite d'Italia che, pur avendo più di settecento anni, addirittura più di ottocento e più di mille, sono ancora attive. 
Hanno più di mille anni di vita, risalendo all'XI secolo: 
- l'Arciconfraternita di San Michele Arcangelo della città di Cerami, in provincia di Enna, è stata fondata nel 1020;
- la Compagnia di Sant'Appiano, eretta nell XI secolo nella pieve omonima, presso Barberino Val d'Elsa, in provincia e diocesi di Firenze; ignorando la data esatta della fondazione, si contende con la precedente il primato di più antica confraternita d'Italia fra quelle ancora esistenti;

hanno più di ottocento anni, due sodalizi che risalgono al XII secolo: 
- la Confraternita della Santa Croce, di Orte, in provincia di Viterbo, la cui esistenza è attestata nel 1159;[7]
- la Confraternita di San Galgano, di Chiusdino, in provincia e diocesi di Siena, la cui fondazione risale al 1185;

hanno più di settecento anni, essendo state istituite nel XIII secolo: 
- la Confraternita dei Fratelli di Sant'Antonio di Padova (dal 1812, Pia Unione Sant'Antonio di Padova), di Rieti, diocesi di Rieti, la cui fondazione risale al 1232;
- la Venerabile Arciconfraternita della Misericordia di Firenze, fondata nel 1244.
- la Confraternita di Santa Maria della Neve della città di Campagna, fondata il 13 dicembre 1258.[8].
- La Confraternita dei Disciplinanti Bianchi di San Giovanni Battista, di Loano, in provincia di Savona e nella diocesi di Albenga-Imperia, fondata nel 1262.[9]

### Casacce

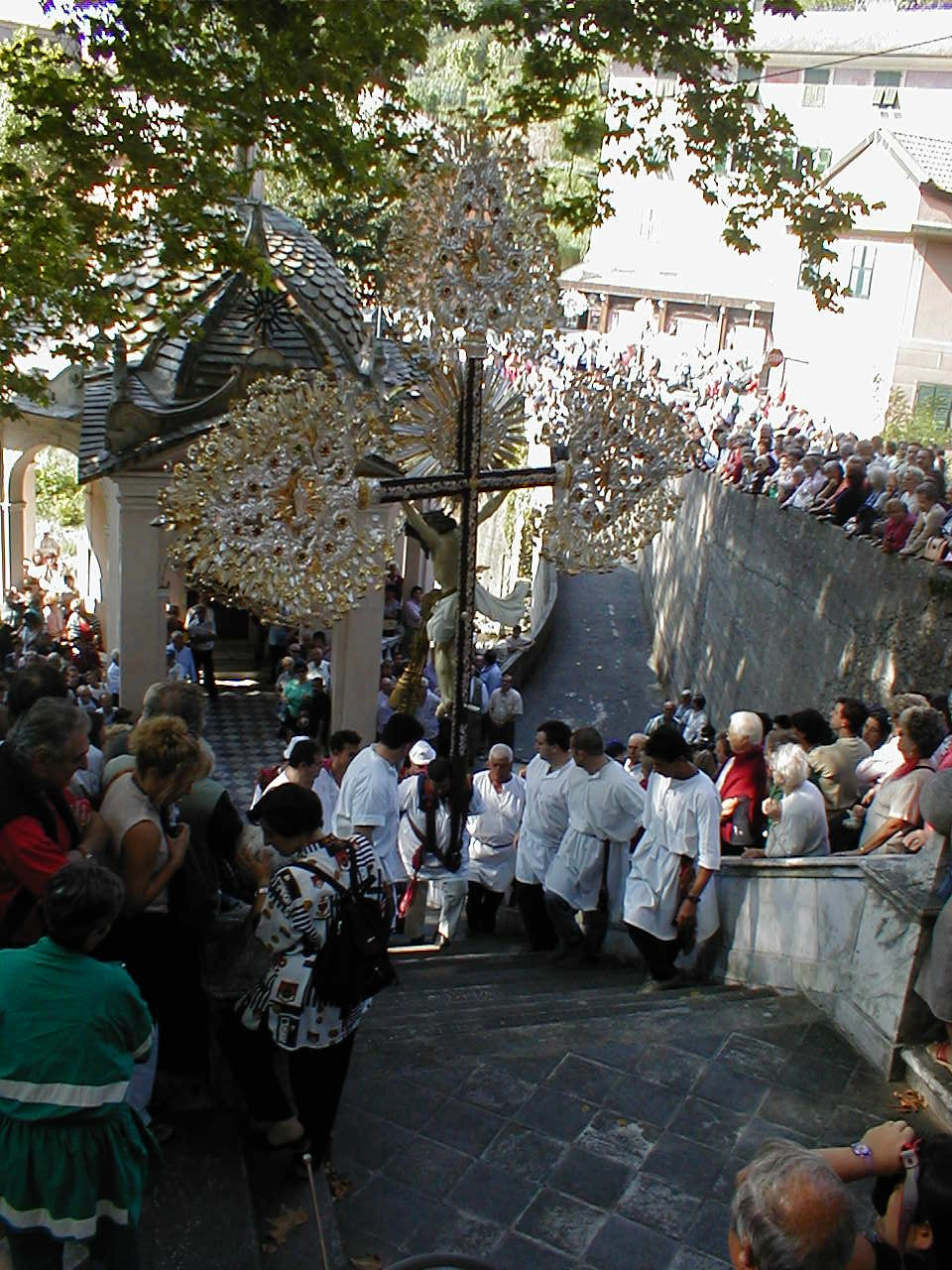
Processione del santuario dell'Acqua Santa di Genova

Casacce o Casacce de' disciplinanti è il nome dato alle antiche e radicate confraternite della Liguria o nei territori sotto l'influenza della Repubblica di Genova. Tali associazioni nascono come confraternite cattoliche, come prassi normale hanno sede fisse in un oratorio dedicato ad un Santo a cui è dedicata anche la confraternita. Nate dai battuti per rivivere la Passione di Cristo, si è introdotto e consolidato nel corso dei secoli la tradizione del cristezante, cioè coloro che sono atti a portare il crocifisso durante le processioni a cui la confraternita partecipa.

## Citazioni
(Gaetano Moroni, Dizionario di erudizione storico-ecclesiastica, vol. XVI p. 117.)